# Little Tobago
Little Tobago ist ein Felsen in der Inselgruppe der Grenadinen im Gebiet des Inselstaates Grenada. Er liegt vor der Südspitze von Petite Dominique.